# マタル対タム事件
マタル対タム事件（マタルたいタムじけん、Matal v. Tam）582 U.S. ___ (2017)は、人、組織、信仰、または国の象徴を「侮蔑」する可能性のある商標を米国特許商標庁に登録することを禁じるランハム法の規定は、アメリカ合衆国憲法修正第1条に違反しているという連邦巡回区控訴裁判所の判決を、合衆国最高裁判所が全会一致で支持した裁判。

この判決は、ヘイトスピーチ規制法は憲法修正第1条の表現の自由条項に違反しており無効とする意味も有している。サミュエル・アリート判事は次のように記述している。
人種、民族、性別、宗教、年齢、障害、またはそれ以外の固有の属性を持つことを理由に品位を傷付けようとする表現は忌々しいものである。しかし、表現の自由に関する法学で我々が最も誇りとする点は、「我々が忌々しく思うもの」を表現する自由を保障することである。